# Zdrada

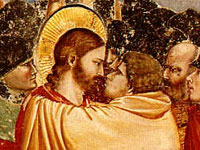
Judasz pocałunkiem zdradzający Chrystusa. Fragment fresku Giotta z XIV wieku.

Zdrada – świadome złamanie przysięgi lub odstępstwo od przyjętych (przez siebie, najbliższe osoby lub daną społeczność) norm czy wartości, działanie przeciwko tym normom i wartościom, zaparcie się ich, a także jawna lub skryta ich negacja. Człowiek dopuszczający się zdrady określany jest mianem zdrajcy. Zdrada może dotyczyć poszczególnych osób lub całej społeczności, wobec których zdrajca ma trwałe zobowiązania lub ponosi za nie odpowiedzialność.
W różnych kulturach, religiach i systemach prawnych zdrada jest czynem moralnie złym, chociaż niekiedy odmiennie rozumianym, w zależności od uwarunkowań historycznych i społecznych. 
W sensie psychologicznym zdrada jest skutkiem wolnego wyboru, opierającego się na niewierności wobec siebie samego, najbliższych czy całej społeczności. Jednakże przyczyną zdrady może być także lęk przed zagrożeniem, a w skrajnych przypadkach jej wymuszenie, na przykład torturami. W sensie społecznym zdrada jest jawną lub skrytą odmową uczestnictwa we wspólnocie, której człowiek jest członkiem i jednocześnie działaniem przeciwko normom i wartościom tej wspólnoty.